# Ваулинский сельский округ
Ваулинский сельский округ — упразднённая административно-территориальная единица, существовавшая на территории Можайского района Московской области в 1994—2006 годах.
Ваулинский сельсовет был образован в первые годы советской власти. По данным 1919 года он входил в состав Елмановской волости Можайского уезда Московской губернии.
В 1922 году к Ваулинскому с/с были присоединены Алексеевский, Елевский и Юрьевский с/с.
В 1926 году Ваулинский с/с включал деревни Алексеевка, Ваулино, Елево и Юрьево.
В 1929 году Ваулинский сельсовет вошёл в состав Можайского района Московского округа Московской области. При этом к нему вновь были присоединены Бабаевский и Хорошиловский с/с.
25 января 1952 года из Ваулинского с/с в Сокольниковский сельсовет было передано селение Елево.
15 ноября 1956 года к Ваулинскому с/с было присоединено селение Каржень Сивковского с/с.
8 августа 1959 года к Ваулинскому с/с был присоединён Сокольниковский с/с.
20 августа 1960 года к Ваулинскому с/с был присоединён Сивковский с/с. При этом центр Ваулинского с/с был перенесён в селение Тропарёво. Одновременно из Ваулинского с/с в Губинский были переданы селения Арбеково, Бартеньево, Волосково, Елево, Жизлово, Кобяково, Кобяковский хутор, Сокольниково, Стреево и Шеляково.
31 июля 1962 года из Ямского с/с в Ваулинский были переданы селения Большие Парфёнки, Занино и Малые Парфёнки.
1 февраля 1963 года Можайский район был упразднён и Ваулинский с/с вошёл в Можайский сельский район. 11 января 1965 года Ваулинский с/с был возвращён в восстановленный Можайский район.
4 апреля 1973 года из Ваулинского с/с в Ямской были переданы селения Алексеенки, Аксентьево, Артёмки, Большие Парфёнки, Ельня, Знаменки, Клемятино, Кромино, Малые Парфёнки, Михайловское, Починки, Рогачёво, Сивково, Утицы, Фомино, Чебуново и Юдинки.
3 февраля 1994 года Ваулинский с/с был преобразован в Ваулинский сельский округ.
В ходе муниципальной реформы 2004—2005 годов Ваулинский сельский округ прекратил своё существование как муниципальная единица. При этом все его населённые пункты были переданы в сельское поселение Юрловское.
29 ноября 2006 года Ваулинский сельский округ исключён из учётных данных административно-территориальных и территориальных единиц Московской области.